# The Owl House - Aspirante strega
The Owl House - Aspirante strega (The Owl House) è una serie televisiva animata statunitense creata da Dana Terrace e prodotta da Disney Television Animation. Ha debuttato in televisione negli Stati Uniti il 10 gennaio 2020 su Disney Channel, mentre in Italia è stata resa disponibile dal 5 febbraio 2021 sulla piattaforma di streaming Disney+.

## Trama
Luz è un'adolescente che, in procinto di andare verso il campo estivo Reality Check Camp, si imbatte in un portale verso un'altra dimensione. Si ritrova alle Isole Bollenti, un arcipelago formato dai resti di un antico Titano, e fa amicizia con la strega ribelle Eda la "Donna gufo" ed il piccolo demone King. Sebbene non abbia poteri magici, Luz decide di seguire il suo sogno di diventare strega come apprendista di Eda, trovando in questo bizzarro ambiente una nuova famiglia.
La seconda stagione séguita direttamente dagli eventi del finale della prima stagione, e vede i protagonisti lavorare insieme per riportare Luz nel mondo degli umani, aiutare Eda a confrontarsi coi suoi demoni interiori e cercare la verità sul passato di King. Nella terza si incentra sul percorso intrapreso da Luz nel tentativo di salvare le Isole Bollenti dalla minaccia di Belos e del Collezionista.

### Ambientazione
Il Regno dei demoni è una dimensione parallela a quella umana in cui un tempo esistevano enormi creature chiamate Titani, ora estinte e i cui cadaveri giacciono nel Mare Bollente a formare degli arcipelaghi: i poteri dei Titani si sono così riversati nell'ambiente generando la magia, divisa in quattro elementi: luce, ghiaccio, piante e fuoco - ognuno rappresentato da un glifo (celati ma riscontrabili in natura) che la manifesta nella forma più elementare.
Col tempo, su questi cadaveri proliferarono creature ricettive alla magia tra cui streghe e demoni, i quali si sono evoluti catalizzando la magia intrinseca dell'ambiente direttamente nel loro organismo mediante particolari ghiandole e che battezzarono il loro arcipelago "le Isole Bollenti". Anche altri esseri viventi particolarmente sensibili nacquero sulle Isole come gli alberi di palistromo, dal cui particolare legno, le streghe hanno ricavato dei totem senzienti chiamati "amici amuleti" che fungono sia da animali domestici, sia da fonte esterna di magia atta a potenziare e perfezionare le doti magiche del suo possessore. Nel tempo, streghe e demoni popolarono l'arcipelago, instaurando insediamenti, città e governi nonché un culto verso il Titano, rispettandolo e venerandolo per aver donato loro la magia.
Durante le cacce alle streghe del XVII secolo, due fratelli umani, Philip e Caleb Wittebane, trovarono un passaggio per il Reame demoniaco: mentre Caleb strinse un rapporto con una strega di nome Evelyn ed accettò la magia, Philip aborrì il tutto, finendo per uccidere suo fratello nel tentativo di riportarlo indietro e rimase bloccato sulle Isole. Con l'obiettivo di tornare a casa, Philip acquisì una conoscenza molto profonda della magia primordiale (da lui definita "selvaggia") e dei glifi, ma a causa della sua incapacità di capire (o voler capire) e adattarsi al mondo attorno a lui, maturò un odio crescente verso le streghe e la magia: Philip creò così il personaggio di Belos, viaggiando per le città diffondendo il messaggio che lui potesse "sentire il volere del Titano" e che la magia "selvaggia" fosse sbagliata, abbindolando nei decenni la popolazione grazie anche a sotterfugi e messinscene. Riuscì quindi a salire al potere, diventando imperatore e creando un sistema di congreghe che limitasse l'uso della magia, trasformando in un criminale chiunque si fosse opposto. Tra questi, il pericolo pubblico numero 1 delle Isole è Eda Clawthorne, da molti considerata la strega più potente delle Isole ma la cui indole l'ha portata a vivere da reietta della società, sbarcando il lunario grazie alla rivendita di "tesori umani" (in realtà cianfrusaglie e/o spazzatura) che lei raccatta periodicamente grazie ad una misteriosa porta che funge da portale per il mondo umano.

## Produzione
La serie è stata sviluppata per sei mesi, tra l'aprile ed il settembre 2017, per poi essere approvata per Disney Channel il 23 febbraio successivo. Molti membri dell'équipe hanno annunciato la propria partecipazione al progetto mediante i propri profili Twitter, ed in seguito, il 22 marzo, il direttore alla supervisione Stephen Sandoval ha annunciato l'avvio della produzione del cartone.
Il 21 novembre 2019, ancor prima del debutto televisivo, la serie è stata rinnovata per la seconda stagione, la quale è stata presentata il 17 maggio 2021, annunciando che andrà in onda negli Stati Uniti il 12 giugno seguente e che sarà composta da ventuno episodi divisi in due metà. Poco dopo è stata annunciata anche la terza stagione della serie, che sarà quella conclusiva e sarà composta di tre episodi speciali da 45 minuti l'uno; tuttavia l'autrice Dana Terrace ha espresso il suo interesse nel produrre ulteriori contenuti che possano espandere l'universo della serie, come una miniserie che vada ad esplorare le avventure della giovane Eda.

### Distribuzione
La serie è stata pubblicata negli Stati Uniti sul canale televisivo Disney Channel a partire dal 10 gennaio 2020. In Italia i primi episodi sono stati caricati sulla piattaforma streaming Disney+ oltre un anno dopo, il 5 febbraio 2021. Per l'edizione in lingua italiana è stato mantenuto il titolo originale con l'aggiunta del sottotitolo Aspirante strega, diversamente dalle edizioni in altre lingue in cui il titolo è stato o tradotto letteralmente oppure adattato altrimenti.
| Paese       | Data             | Titolo                           |
| ----------- | ---------------- | -------------------------------- |
| Stati Uniti | 10 gennaio 2020  | The Owl House                    |
| Regno Unito | 10 gennaio 2020  | The Owl House                    |
| Spagna      | 10 gennaio 2020  | Casa Búho                        |
| Messico     | 10 gennaio 2020  | La Casa Búho                     |
| Thailandia  | 10 gennaio 2020  | ดิอาวล์เฮาส์ (Di xāw l̒ ḥeā s̄̒)       |
| Canada      | 12 gennaio 2020  | The Owl House                    |
| Brasile     | 13 aprile 2020   | A Casa Coruja                    |
| Francia     | 15 aprile 2020   | Luz à Osville                    |
| Germania    | 31 agosto 2020   | Willkommen im Haus der Eulen     |
| Indonesia   | 5 settembre 2020 | Rumah Burung Hantu               |
| Argentina   | 17 novembre 2020 | Casa da Coruja                   |
| Australia   | 18 dicembre 2020 | The Owl House                    |
| Polonia     | 4 gennaio 2021   | Sowi dom                         |
| Italia      | 5 febbraio 2021  | The Owl House – Aspirante Strega |
| Norvegia    | 15 febbraio 2021 | Uglehuset                        |
| Svezia      | 28 maggio 2021   | Ugglehuset                       |
| Sudafrica   | 18 maggio 2022   | The Owl House                    |
| Ucraina     | 22 marzo 2024    | Совиний Дім (Sovynyj Dim)        |

## Personaggi

### Principali
- Luz Noceda: la protagonista della serie. È una quattordicenne dominico-statunitense[18], residente nella cittadina di Gravesfield che si ritrova per caso alle Isole Bollenti, diventando l'apprendista strega di Eda. Luz adora qualsiasi cosa inerente alla magia ed al fantastico, sognando da tempo di diventare una strega. Non essendolo biologicamente, Luz non può fare magie da sola ma scopre casualmente dei glifi magici celati negli elementi naturali dell'arcipelago, dalla luce ai fiori, attraverso i quali può farle; riesce così a farsi ammettere come studentessa straniera presso la scuola di magia locale, la Hexside. È bisessuale[19] (il primo protagonista di una serie Disney ad esserlo[20]) e, come rivelato dalla stessa Dana Terrace, è affetta da ADHD[21]. È doppiata in originale da Sarah-Nicole Robles[4] e in italiano da Margherita De Risi.
- Edalyn Clawthorne: è la più potente strega delle Isole Bollenti nonché tutrice di Luz; ha la peculiare capacità di separare e riattaccare i propri arti. È ricercata per molti crimini, in primis per mancata associazione ad una congrega. Fin da giovane è stata un'irriverente scavezzacollo, ignorando le regole della Hexside e generando ogni sorta di problemi coi suoi scherzi. Viene chiamata "la Donna gufo" a causa di una maledizione inflittale quando era giovane che la fa trasformare in una fiera dalle fattezze del rapace e la incapacita nell'uso della magia, e che Eda ha tenuto sotto controllo per decenni grazie alla continua assunzione di una particolare pozione; nella seconda stagione, dopo aver perso i poteri proprio a causa della maledizione, riesce a legarsi ad essa ottenendo l'abilità di trasformarsi in arpia. Poiché da giovane decise di non appartenere a nessuna congrega, Eda ha mantenuto la capacità di lanciare magie di qualsiasi tipo sebbene ciò l'abbia resa il pericolo pubblico numero uno delle Isole Bollenti. Il suo amico amuleto è un gufetto chiamato Guferto. È doppiata in originale da Wendie Malick[4] e in italiano da Selvaggia Quattrini; nella sua forma maledetta, i suoi versi sono fatti da Dee Bradley Baker mentre, sempre nella versione originale, è doppiata da Abigail Zoe Lewis da bambina e da Natalie Palamides da pubescente.
- King Clawthorne: un piccolo essere cinomorfo la cui testa sembra un teschio che scoprirà di essere l'ultimo Titano vivente. Autoproclamatosi re dei demoni, vive con Eda alla Casa del Gufo ed è un piccolo combinaguai che cerca di esercitare la propria autorità e costruirsi un manipolo di seguaci, qualsiasi sia l'ambito. Nella seconda stagione impara ad emettere urla soniche. In breve tempo è diventato molto affiatato anche con Luz, considerandola come una sorella maggiore; nella seconda stagione ha legalmente cambiato il suo nome per essere parte della famiglia. È doppiato in originale da Alex Hirsch[4] e in italiano da Gabriele Patriarca.

### Comprimari
- Amity Blight: una streghetta studentessa alla Hexside, la migliore attualmente in corso e per questo in lizza per essere inclusa della Congrega dell'Imperatore. Inizialmente si dimostra ostile verso Willow e Luz ma in realtà è una facciata: Amity infatti è costretta dai genitori altolocati a mantenere un atteggiamento snob, ma è una ragazza di buon cuore, leale, gentile e onesta. In passato era la migliore amica di Willow e furono proprio i genitori di Amity costringerla a troncare i rapporti con lei minacciando di minare il futuro della ragazza con la loro influenza - per questo motivo Amity ha sempre provato e tenuto nascosto un profondo senso di colpa verso Willow, riallacciando i rapporti con lei grazie a Luz. È innamorata di Luz, con la quale poi si fidanza. Il suo amico amuleto è un gatto bianco chiamato Ghost. È doppiata in originale da Mae Whitman[4] e in italiano da Lucrezia Marricchi.
- Willow Park: una streghetta studentessa alla Hexside, gentile ed un po' introversa, particolarmente capace con le piante; inizialmente era nel corso Abominio, ma è stata spostata a quello sulle Piante dal preside della scuola dopo aver visto le abilità della giovane. Quando usa incantesimi potenti, i suoi occhi brillano di verde. Da piccola veniva presa in giro perché non riusciva a fare magie e per questo le è stato a lungo affibbiato il nomignolo "mezza strega". Dopo aver incontrato Luz per caso, stringe velocemente amicizia con lei, diventando più sicura di sé. Nella seconda stagione ottiene il suo amico amuleto: Clover, un insetto simile ad un'ape. Ha due padri, uno di loro chiamato Gilbert, i quali tengono molto a lei ed al suo futuro. È doppiata in originale da Tati Gabrielle[4] e in italiano da Marta Filippi.
- Augustus "Gus" Porter: un amico di Willow, e in seguito anche di Luz, del corso Illusioni, dimostrando anche di avere abilità illusorie uniche. Ha un carattere spesso entusiasta e drammatico che, essendo più giovane di Luz e Willow, usa anche per mascherare l'insicurezza data dalla sua età, ma ciò gli permette anche di entrare meglio nei panni degli altri dimostrandosi empatico e d'incoraggiamento. È ossessionato dagli umani, coltivando il sogno di diventare ambasciatore stregonesco presso il mondo degli umani. Nella seconda stagione anche lui ottiene il suo amico amuleto: un camaleonte blu chiamato Emmiline[22]. È doppiato in originale da Isaac Ryan Brown[4] e in italiano da Gabriele Meoni.
- Gufy: l'essere senziente di natura demoniaca che è la Casa del Gufo. Ha l'aspetto di un gufo intarsiato e di base è il batacchio della porta d'ingresso della casa, ma può allungare il suo "collo" e raggiungere qualsiasi stanza dell'edificio e oltre, non dimostrando limiti effettivi a quanto possa allungarsi; il resto della casa è parte del suo organismo ed all'interno di pareti, porte e infissi ha tessuti ed organi. Nonostante sia fisicamente l'edificio, Gufy può separare la sua "testa" ed alloggiare in un altro contenitore che possa accoglierlo. Difende anche la casa dagli intrusi. Sebbene sia un essere benevolo, solitamente viene ignorato dagli altri per il suo carattere bizzarro e disturbante, ma nella seconda stagione stringe una grande amicizia con Lilith. È doppiato in originale da Alex Hirsch[4] e in italiano da Alessio De Filippis.
- Lilith Clawthorne: la sorella di Eda, ex capo della Congrega dell'Imperatore, tutrice di Amity ed ex storiografa dell'Imperatore. Aveva un carattere stoico e freddo e si attiene alle regole; nonostante le apparenze però quando si confronta con la sorella non riesce a non diventare un po' spocchiosa e, sapendo che Eda non si fa scrupoli a farlo, non disdegnava usare sotterfugi a sua volta - persino usando Luz per provocare la sorella o come scudo per evitare i suoi attacchi. Nonostante tutto, tra le due c'è comunque un profondo affetto sororale. Il suo amico amuleto è un corvo bianco. È doppiata in originale da Cissy Jones[4] e da Abigail Zoe Lewis da bambina; in italiano è doppiata da Iolanda Granato.
- Hunter: un membro della Congrega dell'Imperatore noto come "la Guardia dorata" che ha sostituito Lilith dopo il suo tradimento e che inizialmente era nemico di Luz e Eda. Lilith lo considera un moccioso che viene trattato con rispetto solo per la sua spiccata padronanza della magia, ma che usa la sua posizione per vantaggi e guadagni personali. Presentato come il nipote dell'imperatore, in seguito scopre che come tutte le precedenti Guardie d'oro, è in realtà un "cupo marciatore", la copia rediviva di un deceduto, in particolare quella di Caleb Wittebane, il fratello di Philip. Quando era la Guardia dorata aveva una personalità rilassata e irriverente che celava un lato sadico, portando rispetto (e timore) unicamente per l'imperatore Belos, che lo ha accudito e fatto diventare un membro di alto rango della sua congrega; si dimostrava anche pigro, cercando modi di affibbiare ad altri i suoi doveri, specie se pericolosi. Passando tempo con Luz e i suoi amici, Hunter si è ammorbidito, scoprendo l'amicizia e mostrando il suo lato tenero e gioviale. Inizialmente usava un bastone artificiale per lanciare magie (in quanto clone di un umano, non può lanciarle), legandosi in seguito all'amico amuleto Flapjack, un cardinale rosso, di cui si prende molta cura, che tuttavia si sacrificherà nella terza stagione per salvare Hunter. È doppiato in originale da Zeno Robinson e in italiano da Andrea Carpiceci.

### Secondari
- Preside Hieronimus Bump: il preside della Scuola Hexside e colui che la fondò dopo che assieme ad altri studenti, conquistò il vecchio Liceo Glandus. Come persona che in primo luogo ha contribuito allo sviluppo della magia, pensa innanzitutto al benestare dei suoi alunni nonché al livello del loro apprendimento, sapendo riconoscere pregi e difetti delle persone; tiene molto ai propri studenti e si prodiga affinché non accadano loro incidenti gravi. Il suo occhio destro è solcato da una grossa cicatrice ed ha perso il suo occhio sinistro, e quello che sembrava essere un cappuccio a forma di diavoletto è in realtà il suo amico amuleto, Friwin, che lui usa per vedere. È doppiato in originale da Bumper Robinson e in italiano da Massimo Bitossi.
- Camila Noceda: la madre di Luz. È una donna affettuosa e premurosa ma è seriamente preoccupata dal fatto che l'immaginazione della figlia a volte la estranei dalla realtà, facendole causare problemi in particolare a scuola, decidendo così di iscriverla a un campo estivo per correggere questi comportamenti. Luz teme che sua madre scopra che in realtà lei si trovi in un'altra dimensione, anche se la ragazza sta iniziando a confrontarsi col fatto che in futuro dovrà farlo. È doppiata in originale da Elizabeth Grullon[4] e in italiano da Claudia Carlone.
- Numero 5/"Vee": una ragazza basilisco che ha preso il posto di Luz a sua insaputa subito dopo che lei è andata alla Isole Bollenti. Con la sua magia, ha preso le sembianze di Luz interpretandola per mesi fin quando, nella seconda stagione, Luz la scopre nel tentativo di tornare a casa. Sotto le apparenze del carattere di Luz, 5 è insicura, timida e talvolta arrendevole a causa del suo passato: assieme ad altri basilischi, 5 venne imprigionata da alcuni stregoni sottoposti di Belos che volevano capire e sfruttare l'abilità di assimilare la magia della sua specie; assieme ad altri riuscì a fuggire e prese l'occasione di arrivare nel mondo umano vedendo Eda e Luz. È doppiata nell'originale da Michaela Dietz e in italiano da Veronica Benassi.
- I ragazzi in punizione: Viney, Jerbo e Barcus, tre studenti della Hexside che Luz incontra durante il suo primo giorno di scuola. Nonostante le apparenze della situazione, i tre in realtà adorano studiare ma sono stati messi in punizione per aver tentato di usare assieme branche diverse della magia: tuttavia, per caso, hanno scoperto la serie di passaggi segreti, usandoli come nascondiglio segreto dove poter seguire le materie che preferiscono senza problemi. Dopo aver aiutato Luz a sconfiggere un basilisco, anche a loro viene concesso di seguire più corsi: ora Viney è iscritta a Guarigione ed Allevamento di bestie, Jerbo ai corsi di Piante ed Aberrazioni, e Barcus a quelli di Pozioni e Profezie. Nella seconda stagione, Viney ottiene il suo amico amuleto: una chimera. Viney è doppiata da in originale da Ally Maki e in italiano da Ludovica Bebi e Jerbo da Noah Galvin in originale e da Lorenzo Crisci in italiano.
- Emira ed Edric Blight: i fratelli maggiori di Amity, i quali si divertono a prendere in giro Amity - solitamente chiamandola Scricciolo di fronte agli altri - per intaccare l'atteggiamento scostante e freddo che ha, ma nonostante la prendano spesso di mira, le vogliono profondamente bene e approvano il cambiamento che Luz ha provocato lei. Sono gemelli ma Emira è nata prima di Edric, hanno sedici anni ed entrambi sono nel corso di Illusioni alla Hexside, utilizzando la magia per avere un aspetto sempre curato e nascondere i tipici problemi facciali dovuti all'adolescenza; successivamente, assieme ad Illusioni, Emira si iscrive al corso di Guarigione mentre Edric a quelli di Custodia delle bestie e Pozioni. Hanno un carattere ribelle e non amano andare a scuola ma sebbene siano simili, hanno delle differenze: Emira è più pragmatica rispetto a Edric, il quale è invece più pavido e dipendente da Emira. Emira è doppiata in originale da Erica Lindbeck e in italiano da Serena Stollo; Edric da Ryan O'Flanagan in originale e da Federico Campaiola in italiano.
- Alador Blight: padre di Amity e ingegnere capo delle Industrie Blight, specializzate negli abomini da guardia. Alador appare come un personaggio svogliato e inizialmente apparentemente sottomesso alla moglie ed ai suoi abusi nei confronti dei figli; aprirà a poco a poco gli occhi grazie ad Amity, Luz e tutto il loro gruppo di amici, ribellandosi a Odalia con l'intento di rimediare ai suoi errori e diventare un genitore migliore di quanto non sia mai stato. È doppiato in originale da Jim Pirri e in italiano da Claudio Marsicola.
- Gwendolyn Clawthorne: la madre di Eda e Lilith, membro della Congrega dei Custodi delle bestie, apparsa nella seconda stagione. Gwendolyn è una strega potente, capace di comandare creature aggressive con poco sforzo; tiene alle sue figlie, nonostante abbia trascurato Lilith a causa della maledizione di Eda, e ciò è sia la sua più grande forza che la sua più grande debolezza in quanto l'ha resa vulnerabile a chi si vorrebbe approfittare degli altri. È doppiata in originale da Deb Doetzer e in italiano Maria Giuseppina Pepe.
- Dell Clawthorne: il padre di Eda e Lilith, mostrato come un uomo gentile e premuroso. Di lui si sa che scatenò involontariamente la trasformazione di Eda mentre festeggiava con la famiglia, venendo attaccato proprio da sua figlia e perdendo così l'occhio sinistro, cosa per cui Eda ancora si sente in colpa. Era uno dei migliori intagliatori di amici amuleti delle Isole ma a seguito degli sfregi inflittigli da Eda, si è dovuto ritirare dalla professione, diventando in seguito un protettore degli amici amuleti assieme alla Regina dei pipistrelli. È doppiato in originale da Peter Gallagher e in italiano da Piero Di Blasio.
- Raine Whispers: una strega amica di Eda dai tempi del liceo, insegnante e attualmente si trova a capo della Congrega dei bardi; è una persona non binaria[23] (in originale inglese fa uso di pronomi neutri) e sa suonare il violino. Da giovane aveva uno stretto legame con Eda ma si separarono a causa di conflitti personali legati al comportamento di lei riguardo alla sua maledizione, tuttavia entrambi provano ancora sentimenti reciproci. Da tempo cerca di porre fine ai malevoli piani di Belos. Il doppiaggio in originale è realizzato da Avi Roque[23] e in italiano da Lorenzo Del Romano.
- Darius: il capo della Congrega degli Abomini ed un alleato di Raine. È un uomo elegante, fiero e dall'aria snob, che tiene al suo aspetto e detesta sporcarsi; nonostante la scorza dura, Darius ha un lato più gentile, in particolare verso chi tiene ai propri alleati e stringe amicizie. Non vede affatto di buon occhio gli Abomaton prodotti dalle Industrie Blight né lo stesso Alador Blight; aveva un forte legame con la precedente Guardia d'Oro, suo maestro e predecessore di Hunter. Anziché evocarli, Darius si trasforma in abominio per usare a suo vantaggio le loro capacità mutaforma. La sua voce gli è prestata da Keston John in originale e da Gianluca Izzo in italiano.

### Antagonisti
- Imperatore Belos: l'antagonista principale della serie, sovrano delle Isole Bollenti, capo della Congrega omonima e considerato il più potente stregone del regno. Dice che riesca a comunicare col Titano che compone le Isole e che tutto ciò che fa sia semplicemente seguire il suo volere. Dopo la caduta dei Titani, Belos convinse e costrinse le streghe a seguirlo nell'ideale di società che voleva costruire: inventò così il sistema delle Congreghe, limitando l'uso della magia tra i più poiché si ritiene l'unico a poter controllare tutto il potere magico ed imponendone l'adesione, pena la pietrificazione come monito ai trasgressori. Belos in realtà è Philip Wittebane, un umano che a metà Seicento si è ritrovato alle Isole ed il cui unico scopo è tornare nel mondo degli umani ed estirpare le streghe; Philip è sempre stato un uomo senza scrupoli che celava la sua natura vile e manipolatrice dietro una falsa gentilezza. Nonostante fosse umano, Philip acquisì inoltre (grazie anche al Collezionista) una profonda conoscenza della magia e dei glifi. È afflitto da una misteriosa condizione che lo trasforma in un essere melmoso. È doppiato in originale da Matthew Rhys[4] (Belos) e Alex Lawther (Philip), in italiano da Andrea Lavagnino (Belos) e da Alessio Celsa (Philip).
- Il Collezionista: un'enigmatica entità magica legata da tempo immemore alla magia ed alla storia stessa delle Isole Bollenti, definita un "bimbo proveniente dalle stelle", che venne imprigionato in uno specchio da un Titano. Il suo viso ricorda, nelle sue sfumature, una luna crescente davanti ad un disco solare ed ha abiti adornati di disegni degli astri; fintanto che era imprigionato, interagiva con gli altri assumendo la forma di un'ombra che ricalcava in maniera stilizzata le sue fattezze. Bizzarro e spietato, ha un fare scherzosamente sadico, canzonatorio e borioso; tende a parlare in rima, adora "giocare" e, in forma di ombra, ad enfatizzare i concetti mutando il suo aspetto. Di esso si sa solo che sia un'entità molto antica e che sia legato alla Bestia gufo, che il Collezionista stesso catturò e sigillò in una pergamena maledetta, la quale venne poi gettata in fondo al mare tempo addietro. Dopo esser stato liberato, trasforma le Isole Bollenti nel suo parco giochi personale e quasi tutti i suoi abitanti in marionette. I suoi modi di fare però non sono in sé malvagi: a modo suo, il Collezionista vuole solo farsi degli amici, ma non capisce di star causando male agli altri a causa del suo carattere ingenuo e puerile, oltre ad avere il terrore di essere nuovamente solo che lo porta ad essere possessivo e geloso nei confronti dei suoi "amici" (come si vede con King); grazie a King e Luz risucirà a ravvedersi, dando il suo sostegno nella lotta contro Belos e stringendo davvero amicizia con gli abitanti delle Isole Bollenti. È doppiato in originale da Fryda Wolff e in italiano da Lorenzo D'Agata.
- Kikimora: è una demonietta i cui capelli assomigliano a delle mani artigliate che lei può controllare; era l'assistente dell'imperatore Belos, prima di venire retrocessa a conducente dei servizi di approvvigionamento dell'imperatore. Persona rispettata, Kikimora è un individuo professionale e pragmatico che detesta il fallimento più di ogni altra cosa; nonostante sia un membro di alto rango della cerchia dell'imperatore, è piuttosto timorosa quando affrontata a viso aperto. È inoltre vendicativa, coltivando a lungo astio nei confronti di Hunter e Luz, e schierandosi contro Belos per il piacere di mandare a monte i suoi piani solo quando questi rivela i suoi intenti. Dopo la presa di potere del Collezionista, Kikimora si rifugia alla Hexside con lo pseudonimo di "Miki", manipolando Boscha a governare col pugno di ferro la scuola finché il ritorno di Luz non pone nuovamente termine ai suoi piani. È doppiata in originale da Mela Lee e in italiano da Emanuela Ionica.
- Odalia Blight: la madre abusiva di Amity, Emira e Edric, moglie di Alador ed amministratrice delle Industrie Blight. È una donna austera e vendicativa, bramosa di potere e dalle spiccate capacità pubblicitarie, la quale vede i propri figli principalmente come un modo per dare lustro al nome di famiglia (in particolare Amity). Controlla magicamente uno spettro attraverso il medaglione che porta al collo. La sua cupidigia la rende incurante di chi lei ritiene sia inferiore, cosa che la porta persino ad appoggiare il piano genocida di Belos pur di ricavarne prestigio. È tra i pochissimi abitanti delle Isole Bollenti rimasti umani dopo la presa di potere del Collezionista ma ne è diventata, suo malgrado, la domestica. È doppiata in originale da Rachel MacFarlane e in italiano da Melissa Maccari.

## Episodi
| Stagione         | Episodi | Prima TV USA | Pubblicazione Italia |
| ---------------- | ------- | ------------ | -------------------- |
| Prima stagione   | 19      | 2020         | 2021                 |
| Seconda stagione | 21      | 2021-2022    | 2022                 |
| Terza stagione   | 3       | 2022-2023    | 2023                 |

## Accoglienza

### Critica
La serie ha ricevuto ampi consensi dalla critica. Emily Ashby di Common Sense Media ha scritto che gli elementi che la compongono la rendono "particolare e gradevole", descrivendola come ottimamente scritta ed animata; ha anche aggiunto che a suo vedere, la serie "è una che vorresti vedere con ragazzi e adolescenti, dandoti modo di discutere con loro questi temi man mano che vengono presentati". I critici del sito LaughingPlace.com hanno elogiato il lato artistico ed attoriale della serie, asserendo che "le interpretazioni calzano meravigliosamente mentre la diversità nella loro capacità interpretativa mostra i vari ruoli all'interno del Regno dei demoni". Dave Trumbor di Collider ha dato al primo episodio quattro stelle, sottolineando che avesse "un lato comico oscuro".

### Elementi LGBTQ+
Durante la sua messa in onda, la serie ha lasciato intendere più volte che alcuni personaggi fossero LGBTQ+. La creatrice della serie, Dana Terrace, ha ulteriormente sottolineato la cosa rispondendo su Twitter ad un fan che aveva pubblicato un tweet in merito ad un'immagine dell'episodio 16 "Il Ballo Spaventesco di Grom" in cui questi evidenziava il modo in cui Amity stesse guardando la protagonista Luz: il fan ha aggiunto che nel contesto dell'immagine non ci fosse "nessuna spiegazione eterosessuale", frase alla quale la stessa Terrace ha risposto che davvero non ci fosse. Il supervisore dell'animazione Spencer Wan si è poi giocosamente riferito alla scena dell'episodio (illustrata e sbozzata da lui ed Haley Foster) in cui Luz ed Amity ballano mentre affrontano il mostro come "la cosa gay", aggiungendo in seguito che quello fosse in assoluto il suo primo lavoro che fosse tale e postando su Twitter la bozza dell'animazione della scena.
Nell'episodio 15 "Comprendere Willow" viene mostrato che Willow abbia (come suddetto) due papà. La Terrace ha descritto in un suo tweet le difficoltà di inserire questi elementi in una serie di Disney Channel e che volesse inserire ragazzi queer tra i personaggi principali fin dall'inizio, nonostante le iniziali restrizioni della rete: la Terrace fece tuttavia pressioni ed in seguito riuscì ad ottenere il via libera per inserire personaggi ed elementi che trattassero della sfera LGBTQ+. Inizialmente si pensava che fosse Luz il personaggio in questione. Inoltre la Terrace ha aggiunto che il creare e sviluppare i personaggi della serie l'ha aiutata in prima persona col dichiararsi agli altri di essere bisessuale. Lo stesso Hirsch, creatore di Gravity Falls coinvolto nello sviluppo di The Owl House, si è lamentato delle difficoltà che il gruppo ha avuto nel voler includere elementi LGBTQ+ nella serie, riferendosi a come alcuni personaggi siano piuttosto espliciti in merito. Molti gruppi legati al mondo LGBTQ+, come l'organizzazione PFLAG o il GLAAD, hanno espresso il loro supporto a trame che includano questo tipo di personaggi e di storie.
Anche Claudia Casiraghi di Vanity Fair e Margherita Cavallaro de Il Fatto Quotidiano hanno elogiato la scrittura dei personaggi di Luz ed Amity, e come, grazie al cartone ed ai suoi personaggi, la Disney abbia finalmente iniziato a tutti gli effetti ad aprirsi riguardo ai temi LGBT+ dopo che negli anni recenti si potevano trovare nelle sue produzioni sempre più elementi che stringessero l'occhiolino al dialogo su questi argomenti, quali il corto Pixar Out, uscito negli Stati Uniti su Disney+ il 25 maggio 2020.